# La Toilette de Bethsabée
La Toilette de Bethsabée est un tableau réalisé en 1643 par le peintre néerlandais Rembrandt. Cette peinture à l'huile sur bois est un nu féminin qui représente Bethsabée assistée de deux servantes pendant sa toilette, avec, à l'arrière-plan, le palais depuis lequel David va l'apercevoir, d'après le Deuxième Livre de Samuel. L'œuvre est conservée au Metropolitan Museum of Art, à New York, aux États-Unis, depuis le legs de Benjamin Altman en 1913.